# Château de la Léonardsau
Le château de la Léonardsau est un monument historique situé sur la commune d'Obernai, à proximité de la commune de Boersch, dans le département français du Bas-Rhin.

## Localisation
Ce bâtiment et son parc sont situés au lieu-dit Saint-Léonard, sur le ban communal d'Obernai.

## Historique
Le domaine est acheté en 1896 par le baron Albert-Louis-Eugène de Dietrich (1861-1957) qui fait construire le château actuel par étapes successives : la villa formant la partie centrale du château de 1899 à 1900, l'aile ouest de 1909 à 1910. En 1921 le château est agrandi, lors du mariage de sa nièce, Mlle Oesinger, par l'aile Est (salle à manger du jardin). L'ensemble est réalisé dans le goût de la Renaissance avec de nombreux éléments de remploi. L'un des salons de la villa est décoré par le peintre Charles Spindler en 1902, dans un style influencé par l'Art nouveau, l'architecte Louis Feine participa également à la décoration intérieure.
Le parc de neuf hectares, dessiné par le paysagiste belge Jules Buyssens, en collaboration avec le baron, comporte des éléments d'un parc anglais, d'un jardin à la française et des microcosmes de jardins italiens et japonais. Il y a aussi des interventions de Edouard André dans le parc.
L'édifice fait l'objet d'une inscription à l'Inventaire supplémentaire des monuments historiques depuis 1986 et son parc depuis 1990.
Le lieu sera vendu par son dernier propriétaire privé, le général Gruss, ancien gouverneur militaire de Strasbourg, à la ville d'Obernai en 1970.
Le metteur en scène Claude Chabrol tourna en 1971 à la Léonardsau le film La Décade prodigieuse avec Orson Welles, Marlène Jobert et Anthony Perkins.
Le Domaine, propriété de la Ville d'Obernai, fait actuellement l'objet de travaux, débutés en 2023, avec la restauration du Château et la mise en valeur du Domaine par la Ville. Ils sont cofinancés par la Ville d'Obernai, la DRAC, la Région Grand Est, le FEDER, la Collectivité d'Alsace et la Fondation du Patrimoine.

## Architecture

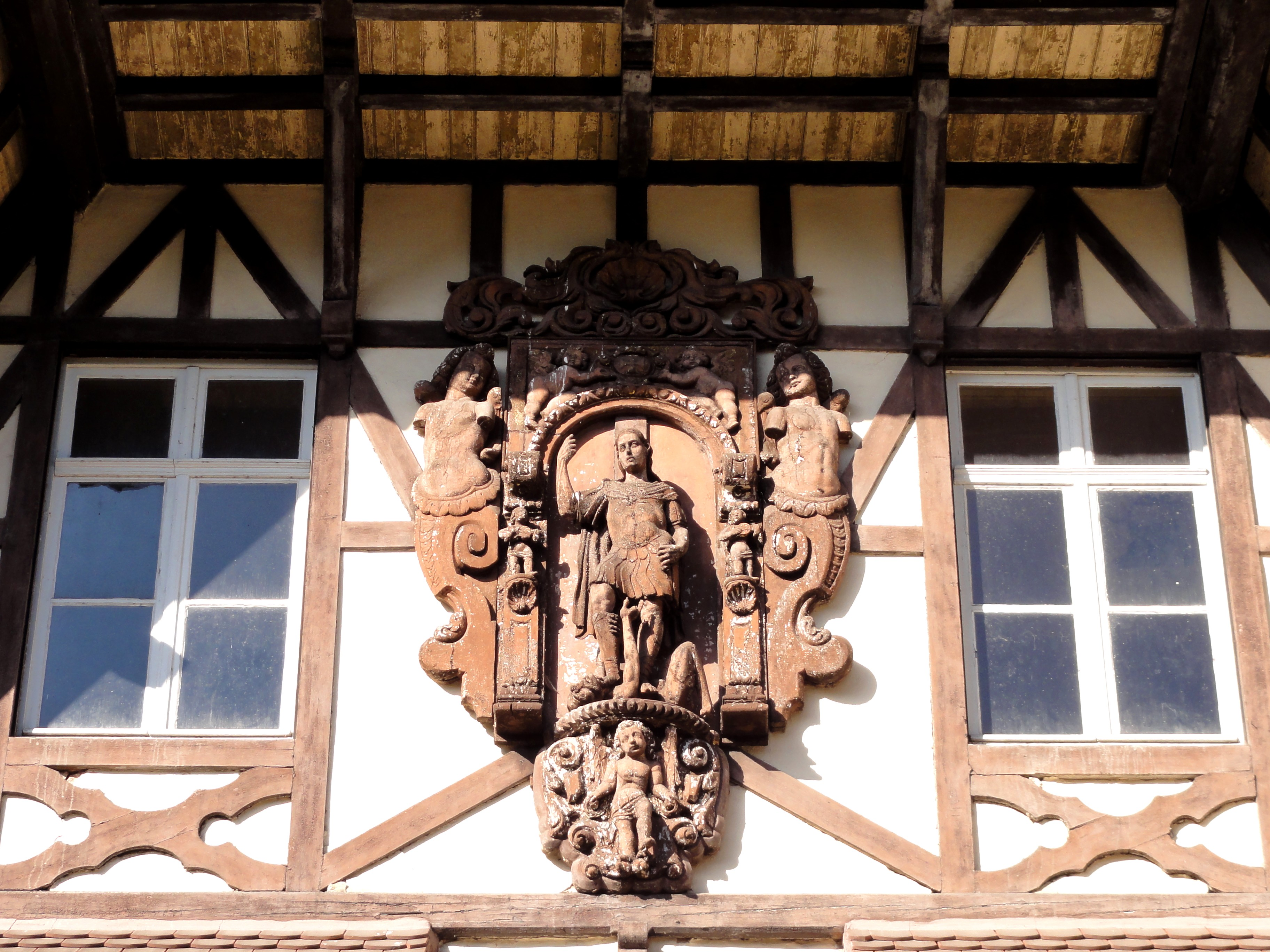
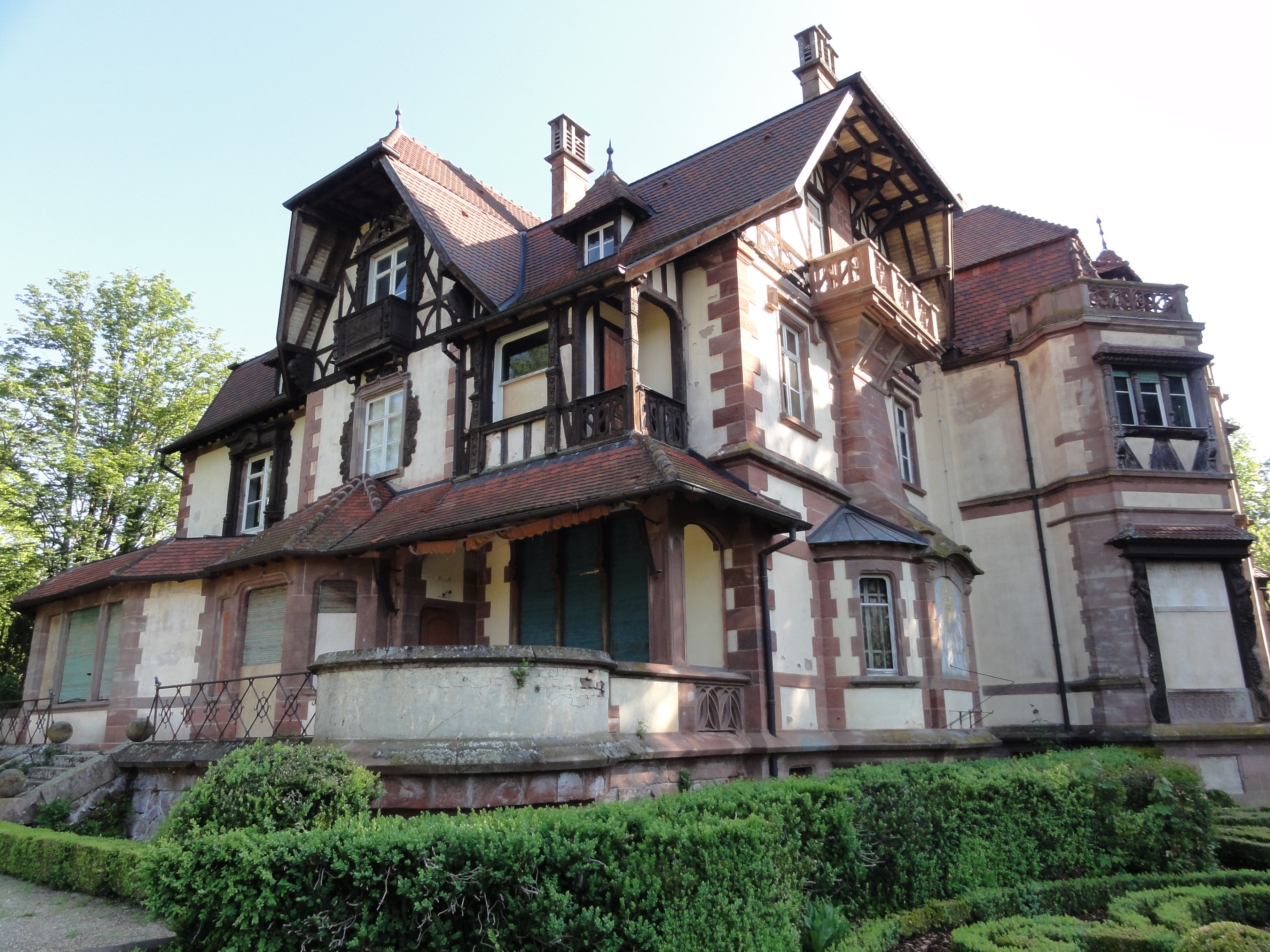
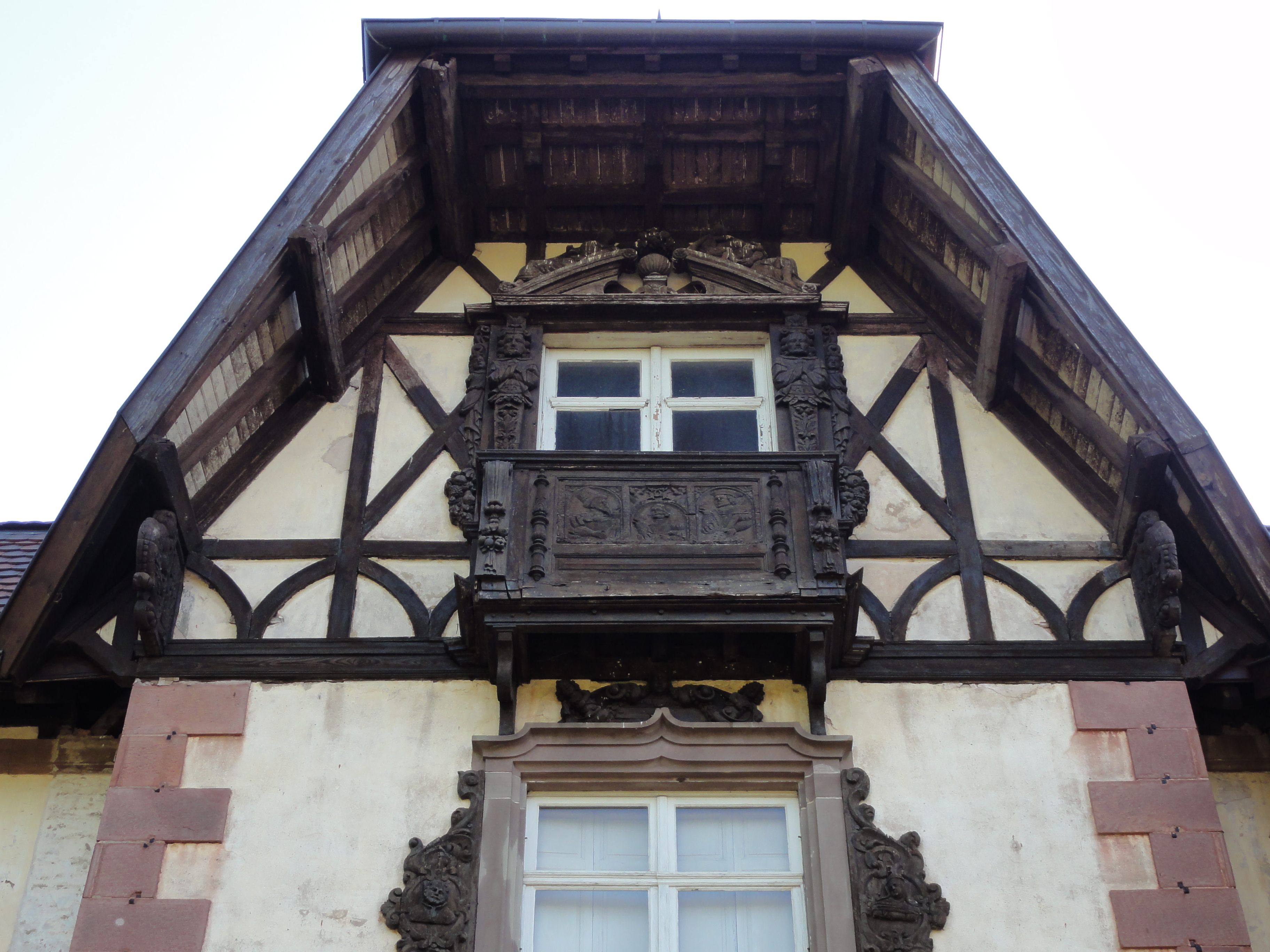
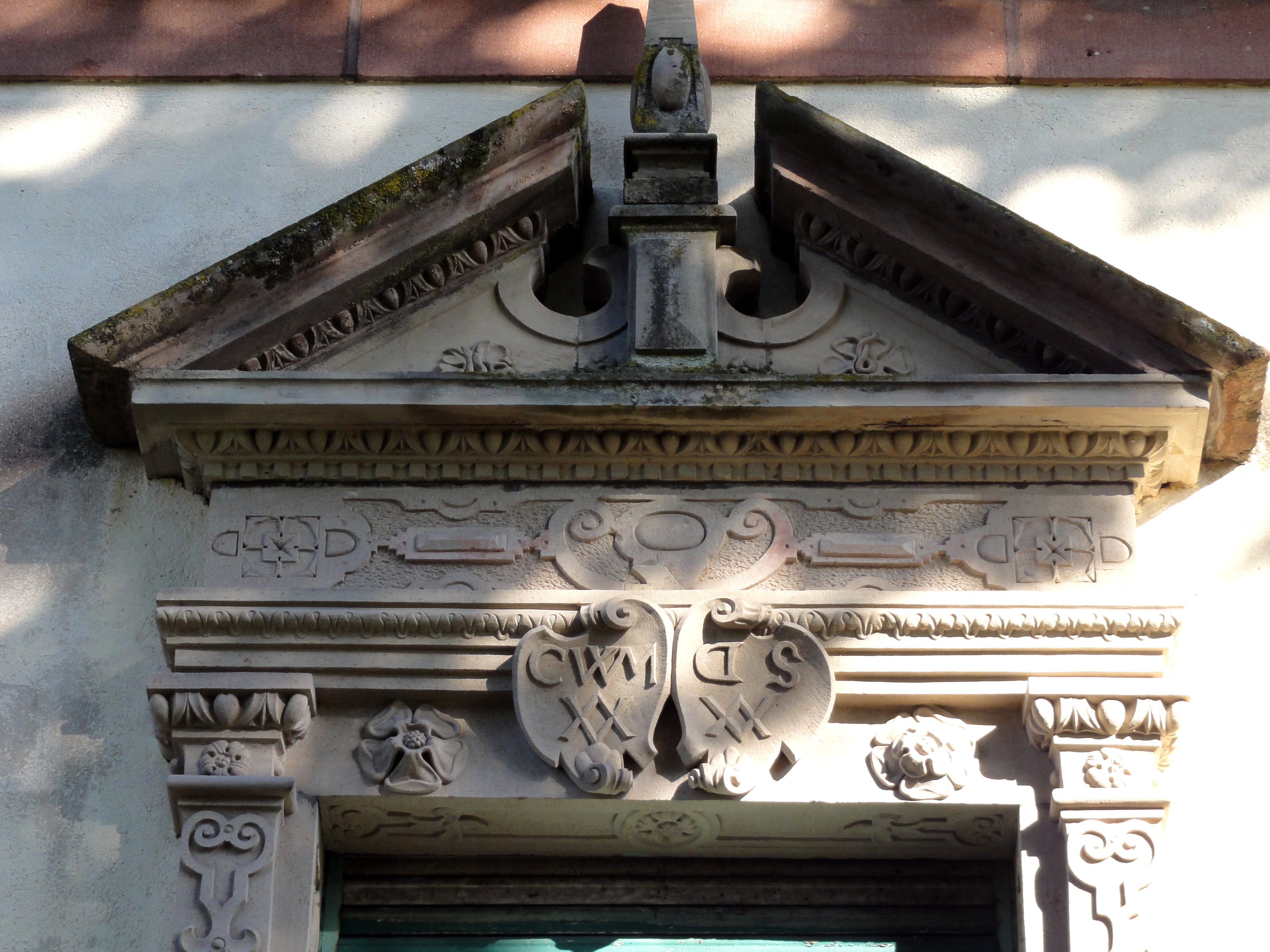
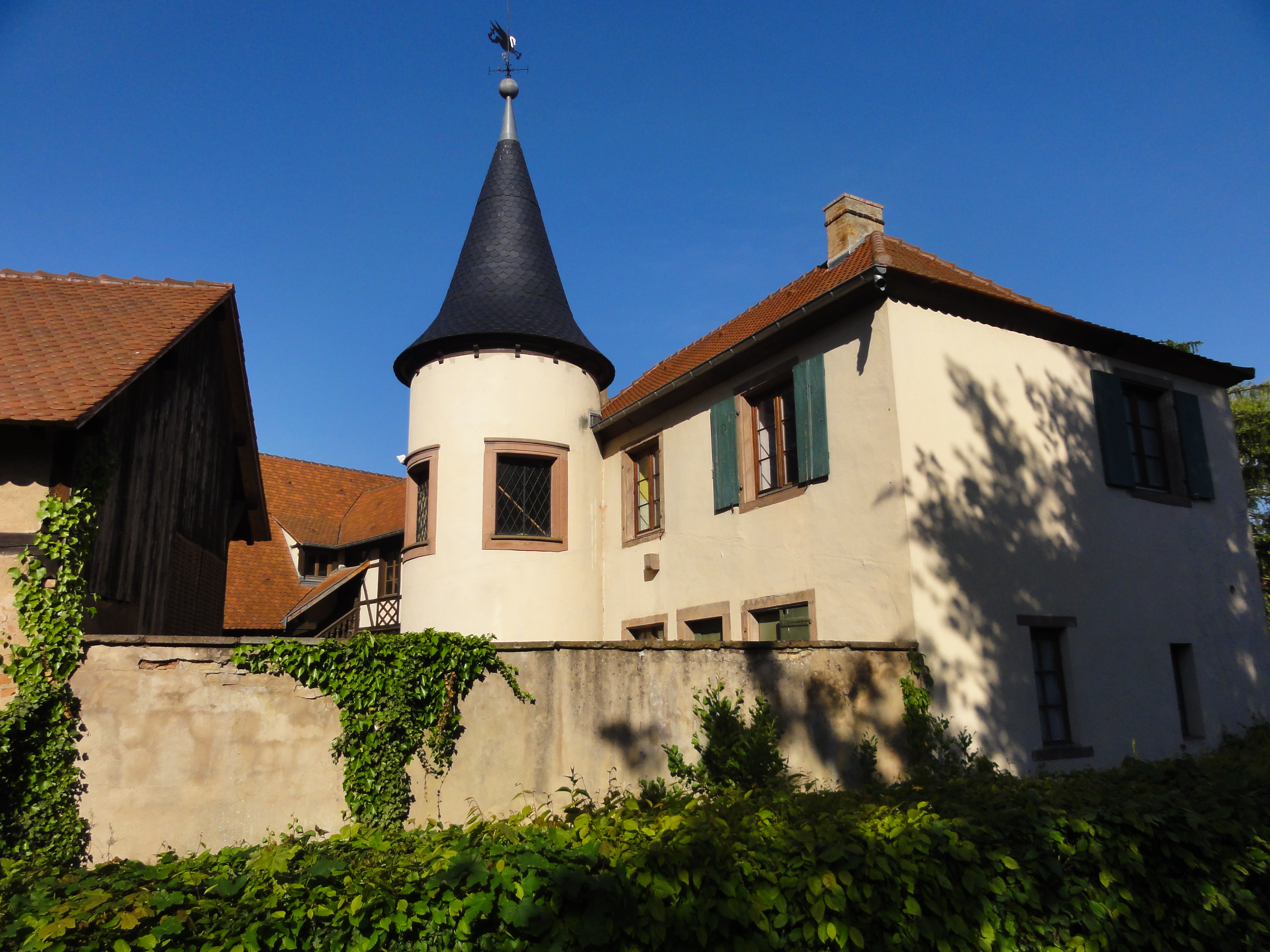
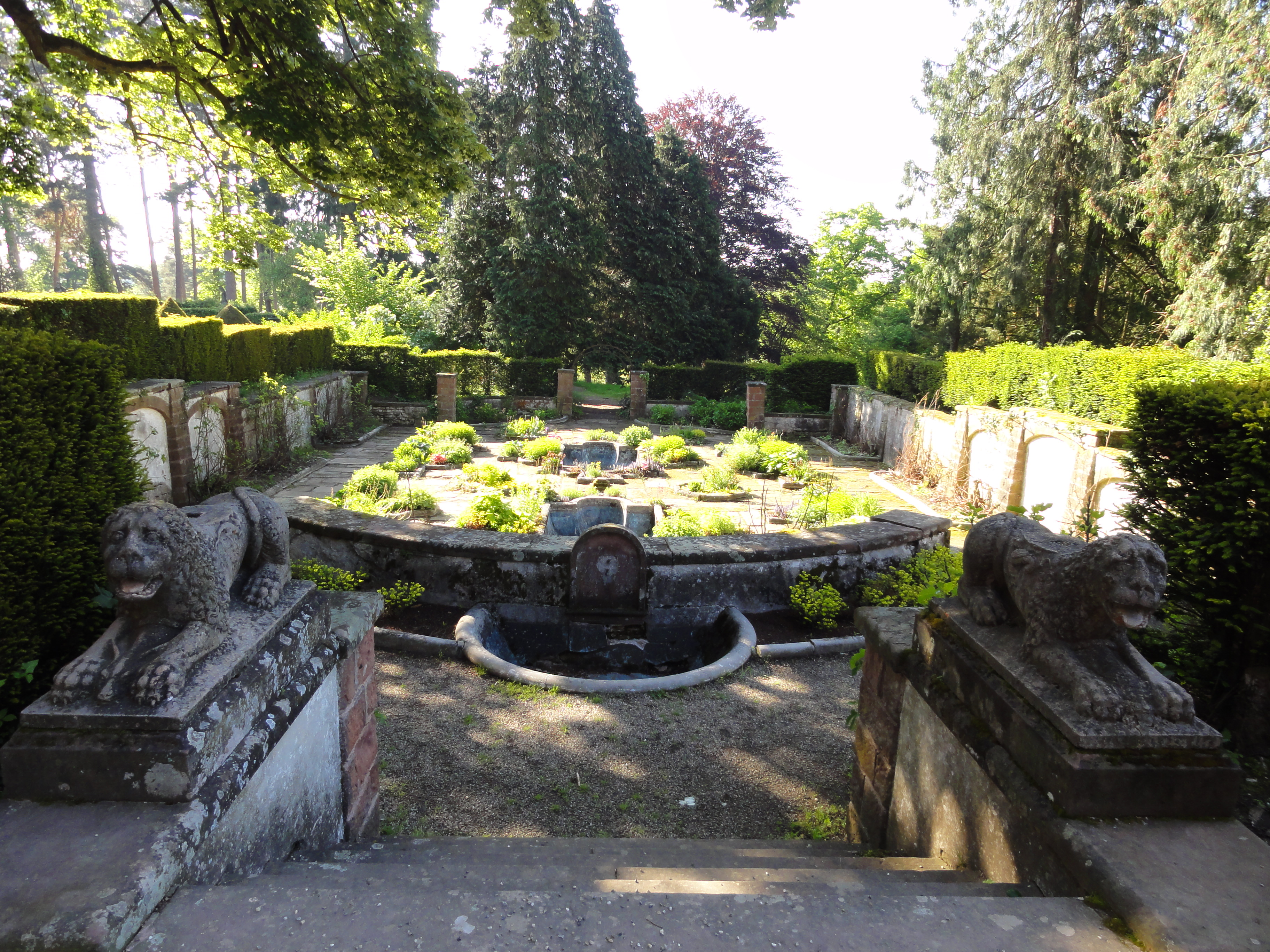
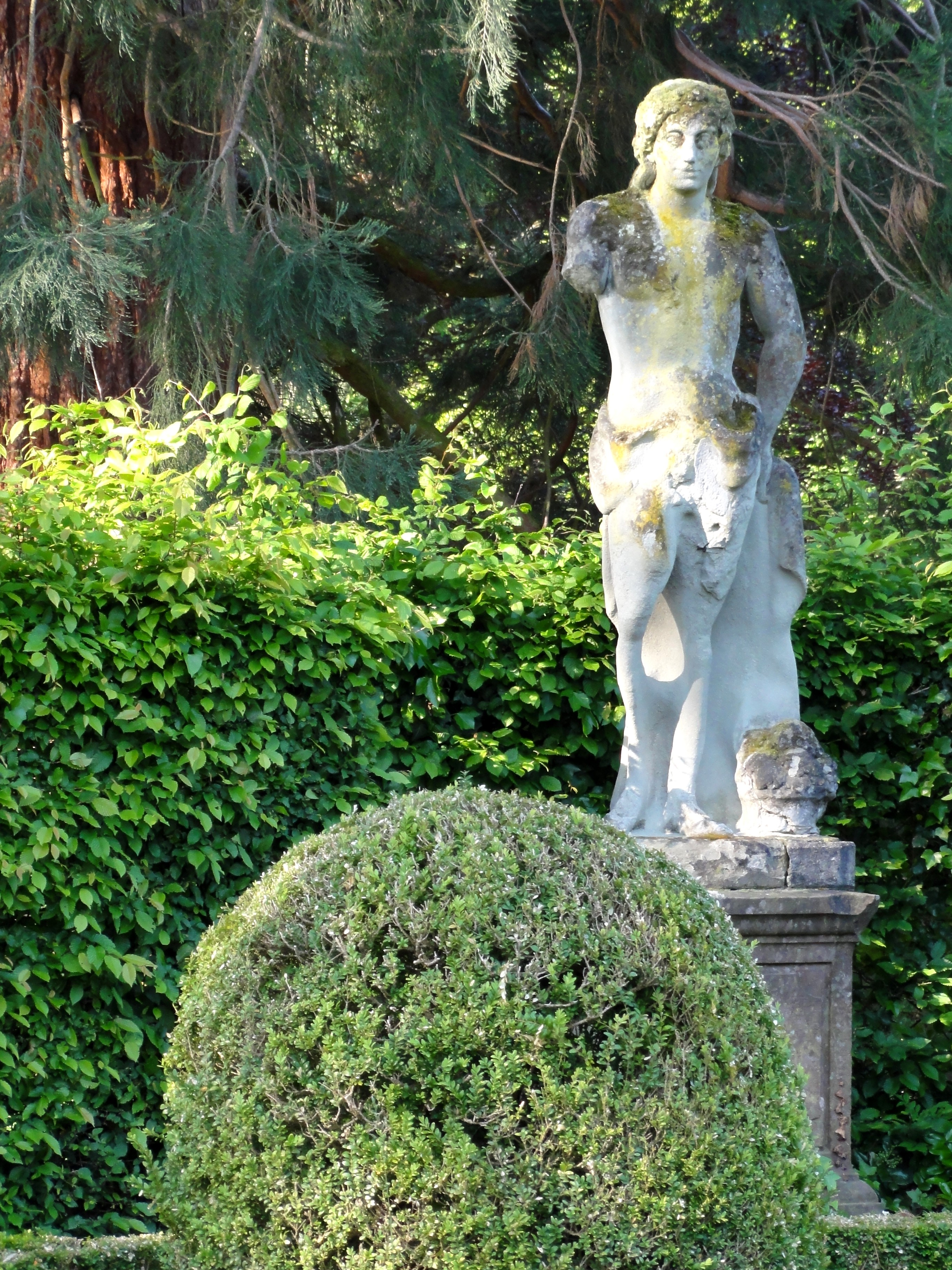